# Young Americans
Az 1975-ös Young Americans David Bowie kilencedik nagylemeze. Ezzel az albummal hátat fordított korábbi glam rock zenéjének, és a soul irányába fordult.
A Young Americans-en hallható első amerikai number one-ja, a Fame, melyet John Lennonnal közösen írt (Lennon háttérvokálozik a dalon). További The Beatles-hatás figyelhető meg a Young Americans dalon, valamint egy feldolgozás is szerepel az albumon, az Across the Universe.
Az album szerepel az 1001 lemez, amit hallanod kell, mielőtt meghalsz című könyvben.

## Az album dalai

### Eredeti kiadás
| 1. | Young Americans | David Bowie            | 5:10 |
| 2. | Win             | Bowie                  | 4:44 |
| 3. | Fascination     | Bowie, Luther Vandross | 5:43 |
| 4. | Right           | Bowie                  | 4:13 |

| 1. | Somebody Up There Likes Me | Bowie                        | 6:30 |
| 2. | Across the Universe        | John Lennon, Paul McCartney  | 4:30 |
| 3. | Can You Hear Me            | Bowie                        | 5:04 |
| 4. | Fame                       | Bowie, Carlos Alomar, Lennon | 4:12 |

### Bónuszdalok az 1991-es kiadásról
|     | Cím                            | Szerző(k) | Hossz |
| --- | ------------------------------ | --------- | ----- |
| 9.  | Who Can I Be Now?              | Bowie     | 4:35  |
| 10. | It's Gonna Be Me               | Bowie     | 6:29  |
| 11. | John, I'm Only Dancing (Again) | Bowie     | 6:58  |

### Bónuszdalok a 2007-es kiadásról
|     | Cím                                                       | Szerző(k) | Hossz |
| --- | --------------------------------------------------------- | --------- | ----- |
| 9.  | John, I’m Only Dancing (Again)                            | Bowie     | 7:03  |
| 10. | Who Can I Be Now?                                         | Bowie     | 4:39  |
| 11. | It's Gonna Be Me (alternatív verzió, vonósokkal)          | Bowie     | 6:28  |
| 12. | 1984 (Dick Cavett Show-felvétel; csak a DVD-n)            | Bowie     | -     |
| 13. | Young Americans (Dick Cavett Show-felvétel; csak a DVD-n) | Bowie     | -     |
| 14. | Dick Cavett Interviews David Bowie (csak a DVD-n)         | -         | -     |

## Helyezések és eladási minősítések

### Album
| Év   | Lista                           | Helyezés |
| ---- | ------------------------------- | -------- |
| 1975 | Brit albumlista                 | 2        |
| 1975 | Billboard Pop Albums            | 9        |
| 1975 | Norvég albumlista (VG-lista)    | 13       |
| 1975 | Ausztrál Kent Report albumlista | 9        |

### Kislemezek
| Év   | Kislemez        | Lista                       | Helyezés |
| ---- | --------------- | --------------------------- | -------- |
| 1975 | Fame            | Billboard Black Singles     | 21       |
| 1975 | Fame            | Billboard Club Play Singles | 2        |
| 1975 | Fame            | Billboard Pop Singles       | 1        |
| 1975 | Fame            | Brit kislemezlista          | 17       |
| 1975 | Fame            | Norvég kislemezlista        | 9        |
| 1975 | Young Americans | Brit kislemezlista          | 18       |
| 1975 | Young Americans | Billboard Pop Singles       | 28       |

### Eladási minősítések
| Szervezet  | Minősítés | Dátum           |
| ---------- | --------- | --------------- |
| RIAA – USA | arany     | 1975. július 2. |

## Közreműködők

### Együttes
- David Bowie – ének, gitár, zongora
- Carlos Alomar – gitár
- Mike Garson – zongora
- David Sanborn – szaxofon
- Willie Weeks – basszusgitár, kivéve az Across the Universe és Fame dalokat
- Andy Newmark – dob, kivéve az Across the Universe és Fame dalokat

### További zenészek
- Larry Washington – konga
- Pablo Rosario – ütőhangszerek az Across the Universe és Fame dalokon
- Ava Cherry, Robin Clark, Luther Vandross – háttérvokál
- John Lennon – ének, gitár az Across the Universe és Fame dalokon
- Earl Slick – gitár az Across the Universe és Fame dalokon
- Emir Kassan – basszusgitár az Across the Universe és Fame dalokon
- Dennis Davis – dob az Across the Universe és Fame dalokon
- Ralph MacDonald – ütőhangszerek az Across the Universe és Fame dalokon
- Jean Fineberg – háttérvokál az Across the Universe és Fame dalokon
- Jean Millington – háttérvokál az Across the Universe és Fame dalokon